# Aeroportul Mtwara
Aeroportul Mtwara (IATA: MYW, ICAO: HTMT) este un aeroport din Regiunea Mtwara, Tanzania ce deservește zona Mtwara. Aeroportul a fost tranzitat în decembrie 2017 de 2.309 pasageri.
Situat la o altitudine de 113 m, aeroportul dispune de o singură pistă. Este operat de Tanzania Airports Authority⁠(d).